# 史景班
史景班（1918年—2001年），男，山西汾阳人，中华人民共和国军事人物，中国人民解放军少将，曾任昆明军区政治部主任、副政治委员，第五届全国人大代表。